# Khomeinisme
Le khomeinisme est l'idéologie fondatrice de la République islamique d'Iran. Grâce aux idées religieuses et politiques du leader de la révolution iranienne de 1979, le Grand Ayatollah Rouhollah Khomeini a notamment remplacé la monarchie millénaire par la théocratie iranienne. Khomeini a déclaré que les juristes islamiques étaient les véritables détenteurs non seulement de l'autorité religieuse, mais également de l'autorité politique, à qui il fallait obéir comme "une expression d'obéissance à Dieu", et dont le règne a «préséance sur toutes les ordonnances secondaires (en Islam) telles que la prière, le jeûne et le pèlerinage».
Depuis son décès, la politique en République islamique d’Iran a été "largement définie par des tentatives de revendiquer l’héritage de Khomeini", selon au moins un érudit, et "rester fidèle à son idéologie a été le test décisif de toute activité politique".
Selon Vali Nasr, en dehors de l'Iran, l'influence de Khomeini a été ressentie au sein des grandes populations chiites d'Irak et du Liban. Dans le monde non-musulman, Khomeini a eu un impact considérable sur la culture populaire occidentale et même orientale où il est dit qu'il est devenu "le visage de l'Islam" qui "inculquait la peur et la méfiance envers l'Islam".

## Contexte
L'Ayatollah Khomeini était un haut dignitaire juriste islamique de l'islam chiite (duodécimain). Selon la théologie chiite, la direction du Wilayah ou de l'Islam appartient à une lignée d'imam chiites nommés par le divin, issus du prophète Mahomet, dont le dernier est le douzième imam, Muhammad al-Mahdi. La connaissance (infaillible) donnée par Dieu et le sens de la justice des imams en font la référence définitive pour les musulmans (chiites) dans tous les aspects de la vie, religieuse ou autre, y compris la gouvernance. Cependant, le douzième imam a disparu dans ce que les chiites considèrent comme une "occultation" (ghaybat) en 939 apr. J.-C. et n'est donc pas présent pour régner sur la communauté musulmane depuis plus de mille ans.
En l'absence de l'Imam, les érudits et les chefs religieux chiites ont accepté l'idée de dirigeants non religieux (généralement un sultan, un roi ou un shah) gérant les affaires politiques, défendant les musulmans chiites et leur territoire, mais aucun consensus ne s'est dégagé parmi les savants, quel rapport les musulmans devraient-ils avoir avec ces dirigeants? Les juristes chiites ont eu tendance à s'en tenir à l'une des trois approches suivantes : coopérer avec lui, participer activement à la politique pour influencer sa politique ou, le plus souvent, rester à l'écart de celle-ci.
Pendant quelques années, Khomeini a opté pour le deuxième de ces trois principes, estimant que l’islam devrait englober tous les aspects de la vie, en particulier l’État, et désapprouver la faible dynastie Kadjar de l’Iran, les concepts et le langage occidentaux repris dans la constitution de 1906, et en particulier la laïcité autoritaire et une modernisation des Pahlavi. Les précédents de cette approche incluaient la théorie du "co-travail avec le sultan juste" avancée par Sayyed Murtaza à l'époque Buyid dans son ouvrage "Al-Resala Al-Amal Ma'a Sultan" il y a environ 1000 ans. développé par Nasir al-Din al-Tusi. L'influence politique cléricale a été institutionnalisée pendant l'empire Safavid, il y a environ 500 ans. Dans les temps modernes, le Grand Ayatollah Mirza shirazi est intervenu contre Nassereddine Chah lorsque ce Qajar a accordé un monopole de 50 ans sur la distribution et l'exportation de tabac à un non-musulman étranger. Shirazi a publié la célèbre fatwa contre l'utilisation du tabac dans le cadre de la manifestation contre le tabac.
En 1970, Khomeini rompit avec cette tradition en développant une quatrième approche de l'État, un changement révolutionnaire dans l'islam chiite proclamant que la monarchie était intrinsèquement injuste et les spécialistes du droit religieux ne devraient pas seulement s'impliquer dans la politique, mais aussi gouverner.

## voir aussi